# Holcocera triangularisella
Holcocera triangularisella é uma espécie de mariposa do gênero Holcocera pertencente à família Coleophoridae.